# 남자 400m 허들 대한민국 기록 추이
남자 400m 허들 대한민국 기록 추이는 다음과 같다.
| # | 기록         | 차이     | 선수   | 소속         | 날짜         | 대회명                                 | 개최지        | 경기장               | 주석 및 기타                             | 동영상 |
|   | 53초 6       |          | 오승은 | 육군 3사     | 1982. 05. 30 | 제37회 전국 종별 육상 대회             |               |                      | 종전 53초 8                              |        |
|   | 53초 12      |          | 윤태근 | 성균관대     | 1983. 06. 03 | 제12회 전국 종별 육상 선수권 대회      |               |                      |                                          |        |
|   | 52초 23      |          | 정한주 | 경남대       | 1985. 05. 10 | 제14회 전국 종별 육상 선수권 대회      |               |                      |                                          |        |
|   | 51초 18 (80) |          | 정한주 | 경남대       | 1985, 06. 09 | 제39회 전국 남녀대학대항 육상경기 대회 | 대한민국 대전 | 대전 공설 운동장     | 육상연맹 홈페이지는 80으로 기록되어 있음 |        |
|   | 51초 46      |          | 황홍철 | 한국체대     | 1986. 05. 24 | 제40회 전국남녀육상경기선수권대회      |               |                      |                                          |        |
|   | 51초 12      |          | 정한주 | 경남대       | 1986, 05. 24 | 제40회 전국남녀육상경기선수권대회      |               |                      |                                          |        |
|   | 51초 08      | - 0.04초 | 황홍철 | 국군체육부대 | 1988. 06. 12 | 제42회 전국 육상 경기 선수권 대회      | 대한민국 서울 | 올림픽 주경기장      | [ 3 ]                                    |        |
|   | 50초 52      |          | 황홍철 | 국군체육부대 | 1988. 09. 23 | 제24회 하계 올림픽                     | 대한민국 서울 | 잠실 주경기장        |                                          |        |
|   | 50초 29      | - 0.23초 | 황홍철 | 국군체육부대 | 1989. 11. 15 | 제8회 아시아육상경기선수권대회         | 인도 뉴델리   | 자와랄 네루 스타디움 | [ 4 ]                                    |        |
|   | 49초 80      | - 0.49초 | 황홍철 | 무소속       | 1990. 06. 09 | 제44회 전국 육상 경기 선수권 대회      | 대한민국 서울 | 잠실 주경기장        | 2위 손준도 50초 17로 신기록 작성.        |        |

## 같이 보기
- 남자 400m 허들 세계 기록 추이